# Kajana jägarbataljon
Kajana jägarbataljon var ett infanteriförband inom svenska armén som verkade i olika former åren cirka 1740–1809. Förbandet var indelt och rekryterade i huvudsak sitt manskap från nordöstra Österbotten, Finland.

## Historik
Kajana jägarebataljon bildades omkring år 1740 och räknades som 9. kompaniet vid Österbottens regemente. Bataljonen om 149 man fungerade dock de facto som ett självständigt förband. År 1791 utökades bataljonen till fyra kompanier om sammanlagt 348 man. Kajana bataljon upplöstes efter fredsslutet av finska kriget i september 1809 i Umeå.

## Organisation
Från 1791 bestod Kajana jägarebataljon av fyra kompanier
- Paldamo kompani eller livkompaniet . 91 man
- Sotkamo kompani - 118 man
- Hyrynsalmi kompani - 91 man
- Kuusamo kompani - 48 man

vilka likväl det sistnämnda, i anseende till samiska privilegier, befriades från manskaps underhållande i fredstid. I krigstid borde bataljonen medelst enrolleringsmanskap förstärkas till 710 man.

## Förbandschef
Kajana jägarbataljon hade gemensam förbandschef med Österbottens regemente.

## Namn, beteckning och förläggningsort
| Kajana jägarbataljon | 1740-??-?? | – | 1809-09-?? |

| Kajaneborg | ????-??-?? | – | ????-??-?? |